# Уайт, Дэн
Дэниел Джеймс «Дэн» Уайт (англ. Daniel James «Dan» White; 2 сентября 1946, Лонг-Бич, Калифорния — 21 октября 1985, Сан-Франциско, Калифорния) — американский политик, член Демократической партии США, убийца мэра Сан-Франциско Джорджа Москоне и лидера гей-движения Харви Милка.

## Биография
Дэн Уайт родился в Сан-Франциско, штат Калифорния 2 сентября 1946 года в семье католиков из рабочего сословия. Он был вторым ребёнком из девяти детей в семье. Когда пришла пора идти в школу, родители отдали Дэна в частную католическую школу Riordan High School, однако в первые годы обучения Дэн был отчислен из школы за драки и склонность к насилию. В дальнейшем Дэн продолжил обучение в средней школе им. Вудро Вильсона, где проявил себя отличным спортсменом.

## Убийство
27 ноября 1978 года Дэн Уайт совершил двойное убийство мэра Сан-Франциско Джорджа Москоне и члена городского совета наблюдателей Харви Милка после того, как Москоне отказал ему в восстановлении его в должности члена наблюдательного совета.
32-летний Уайт, отслуживший в армии во время Вьетнамской войны, жёстко отстаивал меры по декриминализации своего района. Коллеги характеризовали его как успешного «типичного американского парня». На следующей неделе его должны были наградить за спасение женщины и ребёнка из 17-этажного горящего здания, которое он совершил, когда работал пожарным в 1977 году. Хотя он был единственным наблюдателем, который голосовал против законопроекта Милка, защищающего права геев, ранее в том году пресса цитировала его высказывание: «Я уважаю права всех людей, включая геев».
Милк и Уайт в начале их совместной работы были в хороших отношениях. Один из политических помощников Уайта, гей, вспоминал: «Дэн имел больше общего с Харви, чем с кем-либо другим из городского совета». Уайт голосовал в поддержку центра для пожилых геев и награждения Дэл Мартин и Филлис Лайон в 25-летний юбилей их общественной деятельности. Однако после того, как Милк отказался поддержать проект Уайта о переносе психиатрической лечебницы для подростков, тот перестал разговаривать с Милком, а общался только с одним из его помощников. Другие знакомые помнили Уайта как очень импульсивного человека. «Он был импульсивен… Его чрезвычайно захватывало соперничество, одержимо просто… Я думаю, он не мог смириться с поражением», — рассказывал репортёрам помощник начальника пожарной охраны Сан-Франциско. Первый организатор предвыборной кампании Уайта уволился от него в разгар кампании и заявил репортёру, что Уайт был эгоистом и однозначным гомофобом, хотя и отрицал это в интервью. Партнёры Уайта и его сторонники характеризовали его как «человека с боксёрским характером и впечатляющими способностями копить в себе злость». Помощник, который обеспечивал контакт между Милком и Уайтом, вспоминал: «Разговаривая с ним, я понял, что он видел в Харви Милке и Джордже Москоне воплощение всего зла в этом мире».
Спорный и чрезвычайно мягкий вердикт суда присяжных, который признал его виновным всего лишь в непреднамеренном убийстве двух человек и приговорил к тюремному заключению на срок семь лет и восемь месяцев, когда ему грозили смертная казнь или пожизненное заключение за убийство должностного лица, вызвал серьёзный скандал и общественные беспорядки. Следствием судебного процесса над Дэном Уайтом стал проведённый референдум по изменению уголовного законодательства Калифорнии.

## Смерть
21 октября 1985 года, меньше чем через два года после освобождения из тюрьмы, Уайт покончил жизнь самоубийством путём отравления угарным газом в гараже своей бывшей жены, запустив садовый шланг от выхлопной трубы в салон своей машины. Тело Уайта обнаружил его брат Томас в тот же день. Дэну было 39 лет. Поверенный адвокат Уайта заявил репортёрам, что Уайт остро переживал распад своей семьи и был подавлен из-за всего случившегося. «Это был больной человек», — добавил адвокат.